# Leucania demaculata
Leucania demaculata är en fjärilsart som beskrevs av Hoffmann 1916. Leucania demaculata ingår i släktet Leucania och familjen nattflyn. Inga underarter finns listade i Catalogue of Life.